# Servizio igiene alimenti e nutrizione
Il Servizio di igiene degli alimenti e della nutrizione (SIAN) è uno dei quattro servizi del dipartimento di prevenzione, ha come compito fondamentale la tutela della salute della popolazione per gli aspetti legati all'alimentazione.

## Introduzione
Il decreto ministeriale 16 ottobre 1998, n. 185, ha istituito il  Servizio di igiene degli alimenti e della nutrizione (SIAN), nell'ambito del dipartimento di prevenzione delle aziende sanitarie locali. Il Servizio di igiene degli alimenti e della nutrizione è una struttura complessa del Dipartimento di prevenzione che si articola in due unità operative: igiene degli alimenti e delle bevande ed igiene della nutrizione. Il  Servizio di igiene degli alimenti e della nutrizione (SIAN), è, ai sensi dell'art. 2 del decreto legislativo) 193/2007, uno delle autorità competenti in materia di igiene e sicurezza alimentare.

## Igiene degli alimenti e delle bevande
Il settore si occupa principalmente di:
- controllo ufficiale dei prodotti alimentari;
- controllo ufficiale dei requisiti minimi strutturali dei laboratori ed esercizi che producono, somministrano, confezionano e vendono  prodotti alimentari e bevande;
- controllo della ristorazione collettiva (mense);
- tutela delle acque destinate al consumo umano;
- controllo e vigilanza nella commercializzazione e nell'utilizzo dei prodotti fitosanitari;
- sorveglianza e relative indagini in occasione di casi sospetti ed accertati di infezioni, intossicazioni e tossinfezioni alimentari;
- gestione sistemi di allerta alimentari;
- consulenza e verifica di commestibilità dei funghi, prevenzione delle intossicazioni da funghi;
- rilascio di parere tecnici;
- registrazione e aggiornamento registrazione attività delle imprese alimentari

## Igiene della nutrizione
Il settore si occupa principalmente di:
- sorveglianza nutrizionale con interventi volti all'educazione alimentare e prevenzione nutrizionale dell'obesità e delle disfunzioni di carattere alimentare nei soggetti a rischio;
- collaborazione nella redazione del menù nella ristorazione collettiva;
- dietetica preventiva e promozione degli stili di diete corrette ed equilibrate;
- attività di formazione, informazione ed educazione alimentare

## Legislazione di riferimento
- Legge 23 dicembre 1978, n. 833 (Istituzione del servizio sanitario nazionale)
- D.Lgs. 30 dicembre 1992, n. 502 (Riordino della disciplina in materia sanitaria)
- D.Lgs. 7 dicembre 1993, n.517
- Decreto ministeriale 16 ottobre 1998, n. 185
- Reg. CE 178/2002
- Reg. CE 852-853-854/2004
- Reg. CE 882/2004
- Reg. CE 1169/2011
- D. Lgs. 6 novembre 2007, n. 193 (Attuazione della direttiva 2004/41/CE relativa ai controlli in materia di sicurezza alimentare e applicazione dei regolamenti comunitari nel medesimo settore)
- D.Lgs. 231/2017